# معركة دجي
كانت معركة دجي معركة برية كبرى بين قوات الملك رمسيس الثالث و شعوب البحر الذين أرادوا غزو مصر. حدث الصراع في مكان ما على الحدود الشرقية للإمبراطورية المصرية في دجي في جنوب لبنان ، في السنة الثامنة من حكم الملك رمسيس الثالث في حوالي عام 1178 قبل الميلاد.
في هذه المعركة ، انتصر المصريون ، بقيادة رمسيس الثالث شخصيًا ، على شعوب البحر ، الذين كانوا يحاولون غزو مصر برا وبحرا. يأتي كل ما نعرفه عن المعركة تقريبًا من المعبد جنائزي لرمسيس الثالث في مدينة هابو. تم توثيق وصف المعركة والسجناء بشكل جيد على جدران المعبد حيث نجد أيضًا أطول نقش هيروغليفي نقش معروف لنا. نقوش المعبد تظهر هزيمة العديد من السجناء المقيدين في المعركة.

## الخلفية التاريخية
في مصر ، كان رمسيس الثالث يقاتل لإنقاذ بلاده وإمبراطوريته في خضم انهيار العصر البرونزي ، وهي فترة طويلة من الجفاف على مستوى المنطقة ، وفشل المحاصيل ، وهجرة السكان ، والغزو ، وانهيار المراكز الحضرية. من المحتمل أن الأراضي المروية بالنيل ظلت مثمرة وكانت مرغوبة للغاية لجيران مصر. خلال هذه الفترة الفوضوية ، قامت مجموعة جديدة شبيهة بالحرب من الشمال ، شعب البحر ، بمهاجمة ونهب العديد من قوى الشرق الأدنى.
كان رمسيس الثالث قد هزم من قبل هجومًا شنه الليبيون على الحدود الغربية للإمبراطورية المصرية ، في عامه الخامس. كان التهديد الأكبر يمثله مجموعة من الشعوب المهاجرة تسمى شعوب البحر. كانت هذه أوقات أزمة في البحر الأبيض المتوسط ، مثل القرن الثاني عشر قبل الميلاد دمرت الحضارات على يد شعوب البحر والدول المهاجرة الأخرى. سقطت الإمبراطورية الحيثية العظيمة ، كما سقطت الحضارة الميسينية ، ومملكة ألاسيا (التي كانت تتألف من جزء من قبرص أو كلها) وأوغاريت، وثقافات عظيمة أخرى.
مهما كانت أصولهم ، تحركت شعوب البحر حول شرق البحر الأبيض المتوسط ، وهاجمت سواحل الأناضول و قبرص و سوريا و كنعان ، قبل محاولة غزو مصر في ثمانينيات القرن الحادي عشر قبل الميلاد. نحن نعلم أن شعوب البحر كانوا محاربين عظماء ، وتشير بعض الأدلة إلى أن لديهم مستوى عالٍ من التنظيم والاستراتيجية العسكرية. كانت مصر في خطر خاص لأن الغزاة لم يرغبوا فقط في غنائم الأرض وممتلكاتها ، بل أرادوا الأرض نفسها. ولم يكن هناك بلد أفضل من مصر في التربة والوصول إلى الذهب. يقول المصريون إنه لم تصمد أي دولة أخرى في وجه هجماتهم ، حيث تشهد هذه النقوش المأخوذة من المعبد الجنائزي لرمسيس الثالث في مدينة هابو:
 قامت الدول الأجنبية (أي شعوب البحر) بمؤامرة في جزرهم. في الحال أزيلت الأراضي وتناثرت في المعركة. لا توجد أرض يمكن أن تقف أمام أذرعهم: من الحيثيين وقوده وكركميش وأرزاوا وألاسيا فوق، تم قطعها (أي تدميرها) في مره واحده. أقيم معسكر في أمورو. لقد خربوا أهلها، وكانت أرضها مثل تلك التي لم تنشأ. كانوا يتقدمون نحو مصر، بينما كانت الشعلة معدة أمامهم. اتحادهم كان بيليست وتيكر وشيكلش ودين ين ووشيش أراضي متحدة. لقد وضعوا أيديهم على الأرض حتى دائرة الأرض، وقلوبهم واثقة وواثقة: 'خططنا ستنجح!  

## المعركة
قبل المعركة ، كان شعوب البحر قد أقالوا ولاية أمورو الحيثية التي كانت تقع بالقرب من حدود الإمبراطورية المصرية. أعطى هذا الوقت الملك رمسيس الثالث لاتخاذ الاستعدادات للهجوم المتوقع من قبل الغزاة. كما يشير رمسيس الثالث في نقش من معبده الجنائزي في مدينة هابو: "لقد جهزت تخومتي في زاهي (دجي) أعدت أمامهم". كانت القوات البرية لشعوب البحر تتحرك جنوباً على طول الساحل الشرقي وعبر فلسطين عندما واجهتهم وأوقفتهم قوات رمسيس في الحدود المصرية في دجي في المنطقة اللاحقة فينيقيا "يكتب عالم الحيثيين تريفور ر. برايس.
يشير رمسيس الثالث إلى معركته مع شعوب البحر بعبارات صارخة لا هوادة فيها:
 كان سائقو العربات [المصريون] محاربين [...] وجميع الضباط الجيدين جاهزين. كانت خيولهم ترتجف في كل أطرافها ، مستعدة لسحق البلدان [الأجنبية] التي تحت أقدامهم ... أولئك الذين وصلوا إلى حدودي ، لن تكون نسلهم ؛ انتهى قلبهم وروحهم إلى الأبد وإلى الأبد. 

## أعقاب المعركة
بينما انتهت المعركة بانتصار مصري عظيم ، لم تكن حرب مصر مع شعوب البحر قد انتهت بعد. كان شعوب البحر يهاجمون مصر بأسطولهم البحري ، حول مصب نهر النيل. هُزِم هؤلاء الغزاة في معركة بحرية كبيرة قُتل خلالها كثيرون إما برصاص السهام المصرية ، أو جروا من قواربهم وقتلوا على ضفاف نهر النيل على يد رمسيس الثالث المحضر جيدًا القوات.
على الرغم من هزيمة الملك رمسيس الثالث لهم ، لم تستطع مصر في النهاية منعهم من الاستقرار في الأجزاء الشرقية من إمبراطوريتهم بعد عقود. مع هذا الصراع ، ومعركة ثانية لاحقة مع الـقــبـائل الليبية الغازية في العام الحادي عشر من رمسيس الثالث ، أصبحت خزينة مصر مستنفدة لدرجة أنها لن تستعيد قوتها الإمبراطورية بالكامل. ستفقد الإمبراطورية المصرية في آسيا بشكل دائم بعد أقل من 80 عامًا من حكم رمسيس الثالث تحت رمسيس الحادي عشر ، آخر ملوك المملكة المصرية الحديثة.

## نقوش تصور المعركة
توفر النقوش المصرية التي تصور المعركة في المعبد الجنائزي لرمسيس الثالث في مدينة هابو الكثير من المعلومات المتعلقة بالمعركة. المميزون هم القوات المصرية ، عربة ومساعدون يقاتلون عدوًا يستخدم أيضًا عربات ، مشابهة جدًا في التصميم للعربات المصرية.